# Polystachya undulata
Polystachya undulata är en orkidéart som beskrevs av Phillip James Cribb och Podz. Polystachya undulata ingår i släktet Polystachya och familjen orkidéer. Inga underarter finns listade i Catalogue of Life.